# گوستاو لارسون
گوستاو لارسون (ایتالیایی: Gustav Larsson؛ زادهٔ ۲۰ سپتامبر ۱۹۸۰) دوچرخه‌سوار اهل سوئد است.
وی در مسابقات کشوری و بین‌المللی در مجموع برندهٔ ۲ مدال نقره شده‌است.